# Emili Viader i Solé
Emili Viader i Solé (Barcelona 1872 - Palma 1943) fou un enginyer, i va ser el director tècnic de les salines de Cardona a la primera dècada del segle xx i principal artífex de la descoberta de la conca potàssica catalana, l'any 1912.
Va obtenir el títol d'enginyer industrial per l'Escola d'Enginyers Industrials de Barcelona, el 1900 es va convertir en administrador de les salines de Cardona. El 1911, un any abans del descobriment de la potassa a Súria, es va associar amb René Macary per formar la societat Macary i Viader. A finals de 1912, Macary i Viader van demostrar que les sals que s'extreien d'un pou miner obert a la zona d'El Salí de Súria eren potàssiques, i es va convertir en el primer jaciment de potassa descobert a tota la península Ibèrica.
Un home avançat al seu temps que va voler industrialitzar una explotació ancorada en el passat mitjançant la seva connexió ferroviària amb Barcelona i la Seu, la construcció de plantes de sosa per l'aprofitament de les sals de rebuig i, en especial, la recerca de les sals potàssiques.
Emili Viader i René Macary foren nomenats fills adoptius de Súria el 2012 per ser els descobridors de la potassa.